# Trolska skogen

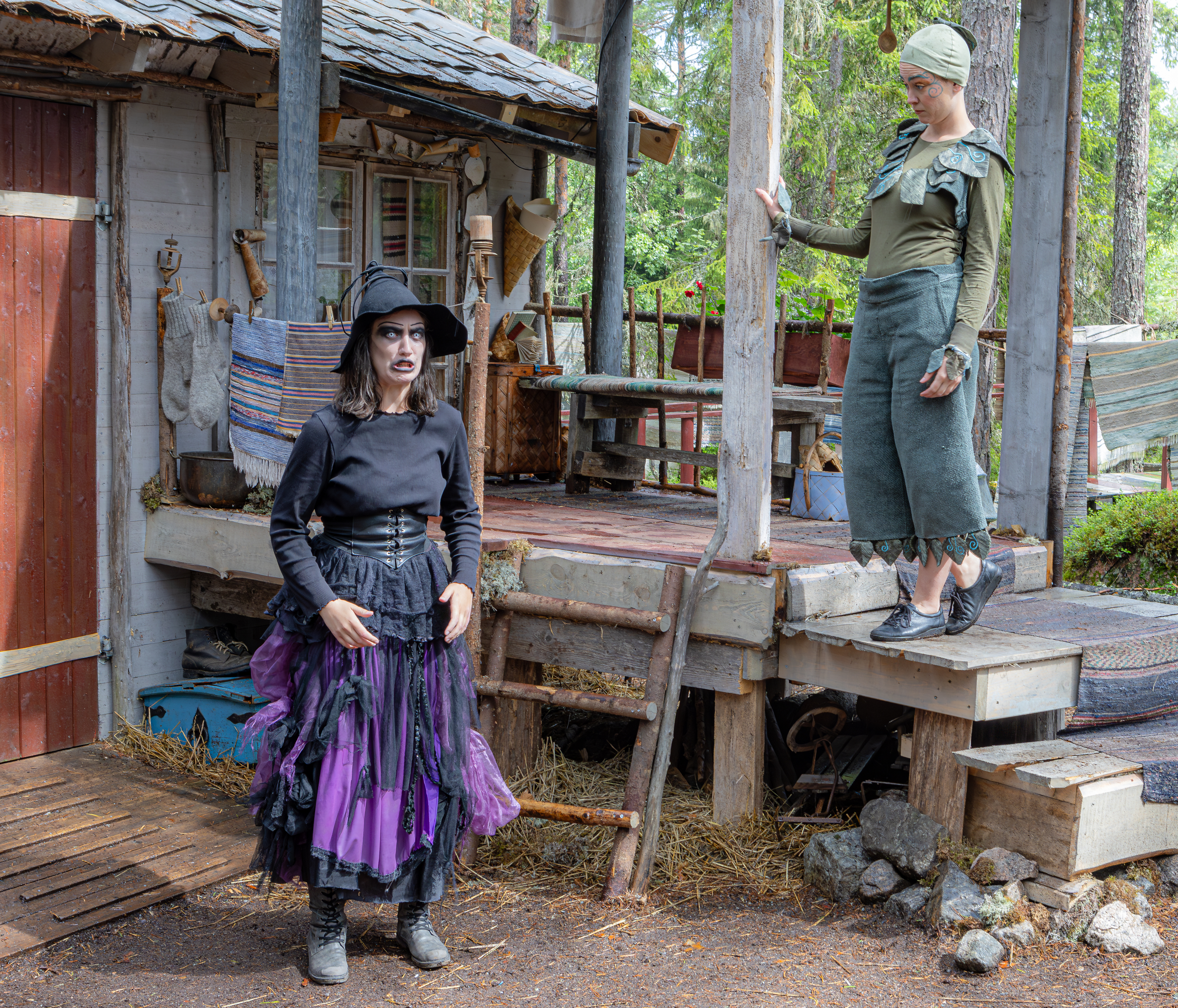
En fe och en häxa i en teaterscen.

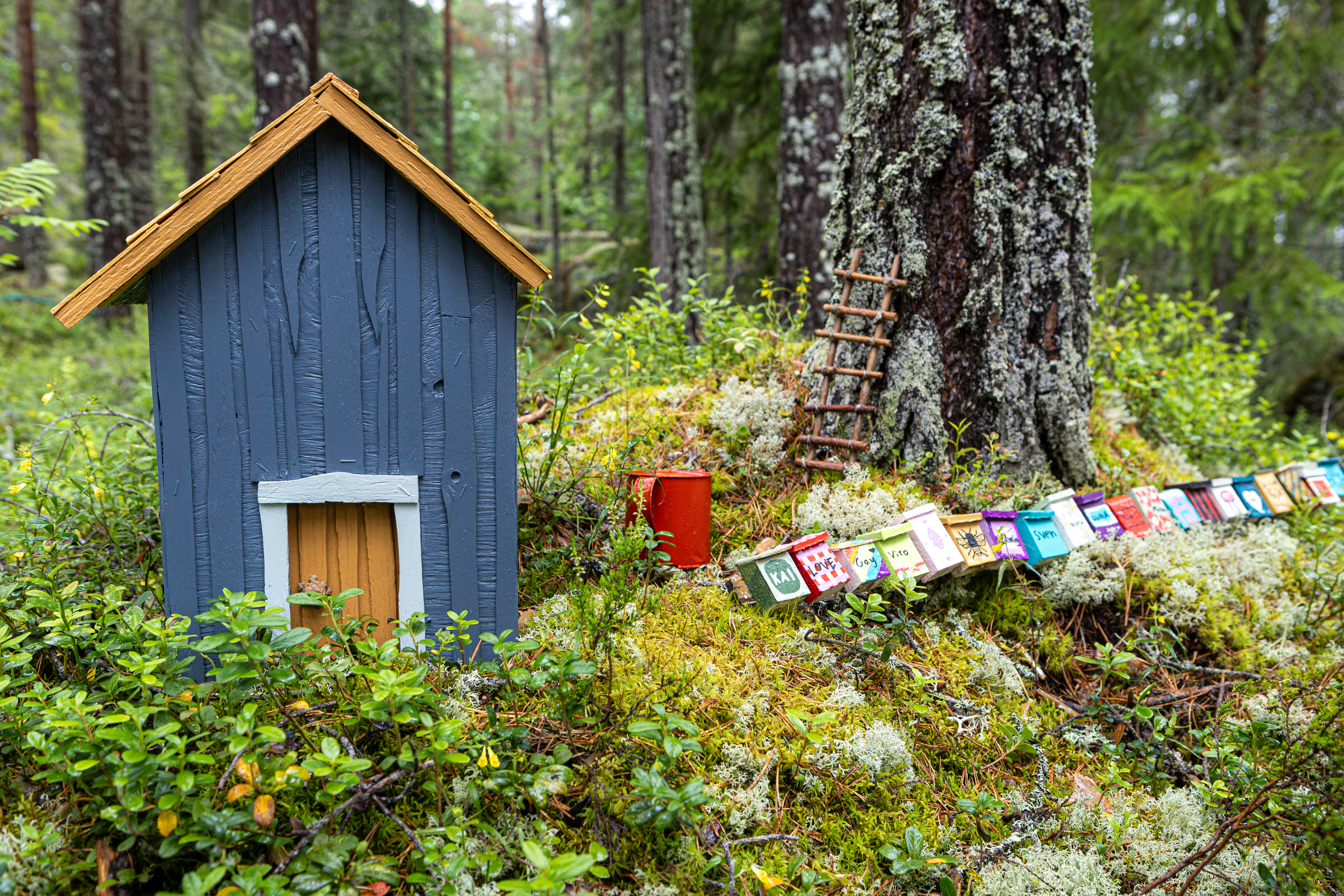
Ett av många små hus i skogen.

Trolska skogen är en teater i skogsmiljö i Jättendal i Nordanstigs kommun i Hälsingland.
Varje sommar och vinter sätts en ny teaterpjäs upp, alltid med olika sagoväsen som karaktärer. Publiken leds mellan olika platser på området, en vandring på en dryg kilometer, och på varje plats spelas en akt av teatern upp. Målgruppen är i första hand barn i åldern tre till nio år.
Trolska skogen invigdes 1 juli 2011 under ledning av Helena Brusell. En bit in på 2020-talet var man uppe i ett årligt besöksantal på 30 000 och 40 000 besökare.

## Utmärkelser
- Helena Brusell tilldelades 2023 Hälsinglands visfestivals nyinstiftade pris Hälsingebocken för sitt arbete med Trolska skogen.[5]
- Naturskyddsföreningen Gävleborg tilldelade 2024 Trolska skogen sitt miljö- och naturpris.[6]